# Pulproman
Pulpromans (ook: keukenmeidenromans of, in België, stationsromans genoemd) vormen een literair genre dat niet zozeer wordt gekenmerkt door een sterk plot of personage, maar eerder door de sociale functie die het vervult. Een pulproman is doorgaans vrij omvangrijk en kent een snelle aaneenschakeling van acties, intriges of avontuur en treft men voornamelijk aan in kiosken van treinstations en luchthavens, hoewel ze in het Nederlands taalgebied ook in de reguliere boekhandel te verkrijgen zijn. 
De romans dienen voornamelijk als eenvoudig vermaak om de wachttijden op treinstations en luchthavens op een aangename wijze te verpozen. In het Frans worden pulpromans dan ook "romans de gare" genoemd en in het Engels als "airport novel" aangeduid. 
Pulpromans vormen een nichemarkt die vergelijkbaar is met de bekende pulpmagazines uit de jaren 1920-1950. Deze pulpmagazines vormen duidelijk een inspiratiebron en de verhalen omvatten dezelfde genres, waaronder fantasy, sword and sorcery, gangster, detective, mystery, sciencefiction, avontuur, western, oorlog, sport, treinen, romantiek, horror en occultisme.

## Kenmerken
Een pulproman is noodzakelijkerwijs oppervlakkig, innemend en toegankelijk en hoeft niet bijzonder diepgaand of filosofisch te zijn, tenzij deze inhoud onontbeerlijk is om van het boek te kunnen genieten. Dit heeft te maken met de omstandigheden waarin de lezer verkeert. De lezer probeert enkel te ontsnappen aan verveling en aan de ongemakken van het reizen. Een pulproman moet voldoen aan deze omstandigheden die weinig ruimte laten voor al te diepzinnige gedachten of het kunnen genieten van mooi geschreven zinnen. 
Pulpromans zijn vrijwel altijd pocketboeken, gedrukt op goedkoop papier. Ze zijn niet gemaakt om langdurig mee te gaan; vaak vallen ze al uiteen na een of twee lezingen. Dit vormt echter geen probleem voor het beoogde doel: verkocht te worden als impulsaankoop op voornamelijk trein- en luchthavenkiosken.
Pulpromans zijn meestal zeer omvangrijke boeken, omdat een dun boek, dat de lezer in een ruk uit kan lezen vóórdat de reis ten einde is, tot een onbevredigend gevoel zou leiden.
Door deze omvang trekt het genre echter ook zeer bekende auteurs aan. De auteursnaam dient vaak als merknaam, omdat elke auteur kan worden geïdentificeerd met een bepaald type verhaal en hiervan een groot aantal variaties produceert. Op de boekomslag staat de auteursnaam meestal in een groter lettertype afgedrukt dan de titel.

## Thema's
- Avonturenroman
- Detectiveverhaal
- Fantasy
- Mystery
- Sciencefiction
- Spionageroman
- Sword and sorcery
- Thriller
- Western

Ongeacht het genre bevatten de verhalen een hoog tempo en zijn ze eenvoudig te lezen. De omschrijving "pulproman" is op zijn zachtst pejoratief en impliceert dat het boek niet over enige blijvende waarde beschikt en vooral dient als een goedkope vorm van vermaak tijdens het reizen. Pulpromans vormen derhalve mogelijk een contrast met de literaire fictie.

## Schrijvers van pulpromans
Schrijvers wier boeken als pulproman zijn aangeduid zijn onder andere:
- Peter Benchley[1]
- Dan Brown[2]
- Arthur Hailey[3]
- Robert Ludlum[4]
- Gérard de Villiers[5]